# Montañas Galtee
Las montañas Galtee o Galty (gaélico, Na Gaibhlte o Sléibhte na gCoillte) son una cordillera en Munster, ubicada en el Golden Vale de la República de Irlanda cruzando partes de los condados de Limerick, Tipperary y Cork. Se cree que el nombre "Galtee" es una corrupción del irlandés "Sléibhte na gCoillte" - "Montañas de los bosques" en inglés, sin embargo este nombre irlandés ha quedado en desuso. Los Galtees son la cordillera interior de Irlanda más alta. El pico más alto es el Galtymore que llega a los 917 m s. n. m.
Dos grandes períodos glaciares afectaron a la zona. Las cumbres redondeadas de los Galtees se formaron debido a que las partes más altas de los Galtees estaban por encima del hielo. La constante acción congelación-deshielo sobre las rocas más altas gradualmente fueron erosionando las cumbres para dar lugar a las formas actuales rocosas, y cubiertas de pedregales. La acción glacial también formó circos en las laderas más altas, que ahora están ocupadas por lagos de origen glaciar.
La zona tiene una tradición de granjas lecheras, y el nombre "Galtee" es ahora sinónimo de una de las mayores empresas alimenticias de Irlanda que comenzó en la zona. Mitchelstown, que se encuentra en la parte de Cork de las montañas, y Tipperary en el lado septentrional son las principales ciudades de comercio de la región.